# Токугава Мицукуни
Токуга́ва Мицукуни (яп. 徳川 光圀 токугава мицукуни, 11 июля 1628 — 14 января 1701) или Мито Комон (яп. 水戸黄門) — видный даймё, известный благодаря своему влиянию на политику в начале периода Эдо. Он третий сын Токугавы Ёрифусы, который, в свою очередь, является одиннадцатым сыном Токугавы Иэясу. Токугава Мицукуни занял место отца, став вторым даймё Мито.

## Образ в популярной культуре
Во второй половине периода Эдо и в начале эпохи Мэйдзи начали появляться истории о путешествиях Мито Мицукуни. Со временем это стало некой традицией, выдумки о его жизни начали записываться, появились романы. В 1954-1961 году на студии Toei в Киото была снята серия фильмов (можно рассматривать также, как сериал), посвященная приключениям Мито Комона. Серия насчитывала четырнадцать фильмов.  
В одном из следующих сериалов (Мито Комон) количество серий превышает тысячу. Сериал начал выходить в 1969 и продолжался до 2011 года.